# Guitar Hero: Metallica
Guitar Hero: Metallica es un videojuego musical desarrollado por la compañía Neversoft y distribuido por Activision. Este videojuego es la segunda entrega de la serie Guitar Hero en enfocarse en la trayectoria de una banda musical por separado. Su fecha de lanzamiento para PlayStation 3, Wii y Xbox 360 en América del Norte fue el 29 de marzo de 2009, mientras que para PlayStation 2 fue el 14 de abril. El lanzamiento en Europa fue el 22 de mayo del mismo año.
Cabe destacar que en la consola Wii, los instrumentos de Guitar Hero III, Guitar Hero: World Tour y Guitar Hero: Aerosmith son compatibles con este juego, como también lo son con Guitar Hero 5.
El juego narra cómo Metallica dio sus primeros pasos hacia la fama. El instrumento usado definirá las animaciones que se mostrarán en el juego. Además, Guitar Hero: Metallica estrena la nueva dificultad en la serie -Expert +- en la cual se aumenta la dificultad de la batería al utilizar doble pedal.
En la versión de PlayStation 2 se puede jugar con control, cuando salga la pantalla de inicio(x select) dejar la flecha izquierda presionada mientras se retira el control, después insertar el control mientras se deja la misma flecha presionada e iniciar con R2; CONTROLES: R2-Verde, Círculo-Rojo, Triángulo-Amarillo, Equis-Azul, Cuadrado-Naranja, Select-Poder de Estrella, Flechas Arriba, Abajo-Barra Rasgueadora.
Aunque el juego cubre varias etapas de la banda, en ningún momento se incluye a ninguno exmiembro de Metallica. El juego omite por completo la participación de Dave Mustaine, Cliff Burton y Jason Newsted, inclusive en el material extra y las fotografías; sin embargo si se mencionan dentro de las trivias del juego. James Hetfield y Lars Ulrich decidieron no incluir a Mustaine y Newsted debido a que no le querían quitar participación a Robert Trujillo el actual bajista de la agrupación.
Existe la opción de desbloquear más "trajes" dentro del juego, para los miembros de Metallica los que incluyen sus versiones clásicas con pelo largo.
Esta edición de Guitar Hero, a pesar de las mejoras y avances de otras versiones del juego, está considerado como el mejor Guitar Hero hecho hasta el momento, tanto en jugabilidad, como en estilo y dificultad.
También es desbloqueable ``The Stone´´ que es el primer lugar donde tocaron con Cliff Burton.

## Repertorio de canciones
El juego incluye 31 canciones de Metallica, de las cuales 6 son de Master of Puppets, 5 de Black Album, 4 de Ride the Lightning, 4 de Death Magnetic, 3 de Kill 'em All, 3 de ...And Justice for All, 2 de ReLoad, 1 de St. Anger, 1 de Load, 1 de S&M y 1 de Garage Inc.. También incluye 21 canciones de otros grupos que fueron influencia de Metallica (varios versionados en Garage, Inc) o a los que Metallica influenció.
| Canción                            | Artista                 | Álbum                               |
| ---------------------------------- | ----------------------- | ----------------------------------- |
| "All Nightmare Long"               | Metallica               | Death Magnetic                      |
| "Battery"                          | Metallica               | Master of Puppets                   |
| "Broken, Beat & Scarred"           | Metallica               | Death Magnetic                      |
| "Creeping Death"                   | Metallica               | Ride the Lightning                  |
| "Cyanide"                          | Metallica               | Death Magnetic                      |
| "Disposable Heroes"                | Metallica               | Master of Puppets                   |
| "Dyers Eve"                        | Metallica               | ...And Justice for All              |
| "Enter Sandman"                    | Metallica               | Metallica                           |
| "Fade to Black"                    | Metallica               | Ride the Lightning                  |
| "Fight Fire With Fire"             | Metallica               | Ride the Lightning                  |
| "For Whom The Bell Tolls"          | Metallica               | Ride the Lightning                  |
| "Frantic"                          | Metallica               | St. Anger                           |
| "Fuel"                             | Metallica               | ReLoad                              |
| "Hit the Lights"                   | Metallica               | Kill 'Em All                        |
| "King Nothing"                     | Metallica               | Load                                |
| "Master of Puppets"                | Metallica               | Master of Puppets                   |
| "Mercyful Fate"                    | Metallica               | Garage Inc.                         |
| "My Apocalypse"                    | Metallica               | Death Magnetic                      |
| "No Leaf Clover"                   | Metallica               | S&M                                 |
| "Nothing Else Matters"             | Metallica               | Metallica                           |
| "One"                              | Metallica               | ...And Justice for All              |
| "Orion"                            | Metallica               | Master of Puppets                   |
| "Sad But True"                     | Metallica               | Metallica                           |
| "Seek and Destroy"                 | Metallica               | Kill 'Em All                        |
| "The Memory Remains"               | Metallica               | ReLoad                              |
| "The Shortest Straw"               | Metallica               | ...And Justice for All              |
| "The Thing That Should Not Be"     | Metallica               | Master of Puppets                   |
| "The Unforgiven"                   | Metallica               | Metallica                           |
| "Wherever I May Roam"              | Metallica               | Metallica                           |
| "Welcome Home (Sanitarium)"        | Metallica               | Master of Puppets                   |
| "Whiplash"                         | Metallica               | Kill 'Em All                        |
| "No Excuses"                       | Alice in Chains         | Jar of Flies                        |
| "Turn the Page" (Directo)          | Bob Seger               | ‘Live’ Bullet                       |
| "Albatross"                        | Corrosion of Conformity | Deliverance                         |
| "Am I Evil?"                       | Diamond Head            | Lightning to the Nations            |
| "Stacked Actors"                   | Foo Fighters            | There Is Nothing Left to Lose       |
| "Hell Bent For Leather"            | Judas Priest            | Killing Machine                     |
| "Demon Cleaner"                    | Kyuss                   | Welcome to Sky Valley               |
| "Tuesday's Gone"                   | Lynyrd Skynyrd          | (Pronounced 'lĕh-'nérd 'skin-'nérd) |
| "Beautiful Mourning"               | Machine Head            | The Blackening                      |
| "Blood and Thunder"                | Mastodon                | Leviathan                           |
| "Evil"                             | Mercyful Fate           | Melissa                             |
| "Armed and Ready"                  | Michael Schenker Group  | The Michael Schenker Group          |
| "Ace of Spades"                    | Motörhead               | Ace of Spades                       |
| "Stone Cold Crazy"                 | Queen                   | Sheer Heart Attack                  |
| "Mother of Mercy"                  | Samhain                 | Samhain III: November-Coming-Fire   |
| "War Ensemble"                     | Slayer                  | Seasons in the Abyss                |
| "Mommy's Little Monster" (Directo) | Social Distortion       | Live at the Roxy                    |
| "War Inside My Head"               | Suicidal Tendencies     | Still Cyco After All These Years    |
| "Toxicity"                         | System of a Down        | Toxicity                            |
| "Black River"                      | The Sword               | Gods of the Earth                   |
| "The Boys Are Back in Town"        | Thin Lizzy              | Jailbreak                           |

Las canciones adicionales del álbum Death Magnetic, aparte de "All Nightmare Long", "Broken, Beat & Scarred", "Cyanide" y "My Apocalypse" están incorporadas solamente en las versiones de PlayStation 2 y Wii. Mientras que en Xbox 360 y PlayStation 3 están disponibles como contenido descargable junto con las canciones Suicide And Redemption J.H y Suicide And Redemption K.H.